# Final de la Copa de Campeones de Europa 1991-92
La final de la Copa de Campeones de Europa 1991-92 se disputó el día 20 de mayo de 1992 en el Estadio de Wembley de Londres, Inglaterra. Fue la 38.ª edición de la final de la competición y los equipos que la disputaron fueron la UC Sampdoria y el Barcelona, con resultado de 1–0 para los blaugranas, que lograron su primera Copa de Europa.
A partir de la siguiente temporada la competición pasó a denominarse Liga de Campeones de la UEFA.

## El partido
Los 90 minutos terminaron con un empate a 0, provocando que se jugase una prórroga de 30 minutos. En el minuto 112, Ronald Koeman anotó de lanzamiento de falta el gol que desniveló la final. Esta era la primera edición en que se decantaba una final en la prórroga sin necesidad de llegar a la tanda de penaltis.

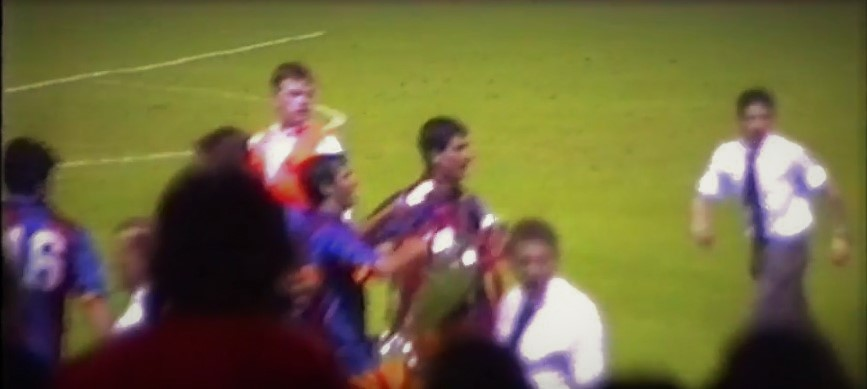
Celebración del Barcelona de la Copa de Europa.

| «Salid y disfrutad.».—— Palabras de Johan Cruyff a sus jugadores instantes antes de la final. |

### Detalles
| 1     | POR   | Gianluca Pagliuca |      |
| 2     | DEF   | Moreno Mannini    |      |
| 5     | DEF   | Pietro Vierchowod |      |
| 6     | DEF   | Marco Lanna       |      |
| 3     | DEF   | Srečko Katanec    |      |
| 7     | MED   | Attilio Lombardo  |      |
| 4     | MED   | Fausto Pari       |      |
| 8     | MED   | Toninho Cerezo    |      |
| 11    | MED   | Ivano Bonetti     | 73'  |
| 9     | DEL   | Gianluca Vialli   | 100' |
| 10    | DEL   | Roberto Mancini   |      |
| D. T. | D. T. | Vujadin Boškov    |      |

| 1     | POR   | Andoni Zubizarreta |      |
| 2     | DEF   | Nando Muñoz        |      |
| 4     | DEF   | Ronald Koeman      |      |
| 3     | DEF   | Albert Ferrer      |      |
| 11    | MED   | Eusebio Sacristán  |      |
| 10    | MED   | Josep Guardiola    | 112' |
| 5     | MED   | Juan Carlos        |      |
| 6     | MED   | José Mari Bakero   |      |
| 9     | MED   | Michael Laudrup    |      |
| 7     | DEL   | Julio Salinas      | 65'  |
| 8     | DEL   | Hristo Stoichkov   |      |
| D. T. | D. T. | Johan Cruyff       |      |

| 14 | MED | Giovanni Invernizzi | 73'  |
| 16 | MED | Renato Buso         | 100' |

| 16 | DEL | Jon Andoni Goikoetxea | 65'  |
| 12 | DEF | José Ramón Alexanko   | 112' |

| 112' | Ronald Koeman | 0:1 |

| 39' · 66' · 118' | Moreno Mannini Pietro Vierchowod Roberto Mancini |

| 75' | José Mari Bakero |

| Principal  | Aron Schmidhuber       |
| Asistentes | Joachim Ren            |
|            | Uwe Ennuschat          |
| Cuarto     | Karl-Josef Assenmacher |

|                    |   |   |
| Tiros              | 0 | 0 |
| Tiros a puerta     | 0 | 0 |
| Faltas             | 0 | 0 |
| Saques de esquina  | 0 | 0 |
| Fueras de juego    | 0 | 0 |
| Posesión del balón | 0 | 0 |

| Alineación inicial |

| 1     | POR   | Gianluca Pagliuca |      |
| 2     | DEF   | Moreno Mannini    |      |
| 5     | DEF   | Pietro Vierchowod |      |
| 6     | DEF   | Marco Lanna       |      |
| 3     | DEF   | Srečko Katanec    |      |
| 7     | MED   | Attilio Lombardo  |      |
| 4     | MED   | Fausto Pari       |      |
| 8     | MED   | Toninho Cerezo    |      |
| 11    | MED   | Ivano Bonetti     | 73'  |
| 9     | DEL   | Gianluca Vialli   | 100' |
| 10    | DEL   | Roberto Mancini   |      |
| D. T. | D. T. | Vujadin Boškov    |      |

| 1     | POR   | Andoni Zubizarreta |      |
| 2     | DEF   | Nando Muñoz        |      |
| 4     | DEF   | Ronald Koeman      |      |
| 3     | DEF   | Albert Ferrer      |      |
| 11    | MED   | Eusebio Sacristán  |      |
| 10    | MED   | Josep Guardiola    | 112' |
| 5     | MED   | Juan Carlos        |      |
| 6     | MED   | José Mari Bakero   |      |
| 9     | MED   | Michael Laudrup    |      |
| 7     | DEL   | Julio Salinas      | 65'  |
| 8     | DEL   | Hristo Stoichkov   |      |
| D. T. | D. T. | Johan Cruyff       |      |

| 14 | MED | Giovanni Invernizzi | 73'  |
| 16 | MED | Renato Buso         | 100' |

| 16 | DEL | Jon Andoni Goikoetxea | 65'  |
| 12 | DEF | José Ramón Alexanko   | 112' |

| 112' | Ronald Koeman | 0:1 |

| 39' · 66' · 118' | Moreno Mannini Pietro Vierchowod Roberto Mancini |

| 75' | José Mari Bakero |

| Principal  | Aron Schmidhuber       |
| Asistentes | Joachim Ren            |
|            | Uwe Ennuschat          |
| Cuarto     | Karl-Josef Assenmacher |

|                    |   |   |
| Tiros              | 0 | 0 |
| Tiros a puerta     | 0 | 0 |
| Faltas             | 0 | 0 |
| Saques de esquina  | 0 | 0 |
| Fueras de juego    | 0 | 0 |
| Posesión del balón | 0 | 0 |

| Alineación inicial |

| 1     | POR   | Gianluca Pagliuca |      |
| 2     | DEF   | Moreno Mannini    |      |
| 5     | DEF   | Pietro Vierchowod |      |
| 6     | DEF   | Marco Lanna       |      |
| 3     | DEF   | Srečko Katanec    |      |
| 7     | MED   | Attilio Lombardo  |      |
| 4     | MED   | Fausto Pari       |      |
| 8     | MED   | Toninho Cerezo    |      |
| 11    | MED   | Ivano Bonetti     | 73'  |
| 9     | DEL   | Gianluca Vialli   | 100' |
| 10    | DEL   | Roberto Mancini   |      |
| D. T. | D. T. | Vujadin Boškov    |      |

| 1     | POR   | Andoni Zubizarreta |      |
| 2     | DEF   | Nando Muñoz        |      |
| 4     | DEF   | Ronald Koeman      |      |
| 3     | DEF   | Albert Ferrer      |      |
| 11    | MED   | Eusebio Sacristán  |      |
| 10    | MED   | Josep Guardiola    | 112' |
| 5     | MED   | Juan Carlos        |      |
| 6     | MED   | José Mari Bakero   |      |
| 9     | MED   | Michael Laudrup    |      |
| 7     | DEL   | Julio Salinas      | 65'  |
| 8     | DEL   | Hristo Stoichkov   |      |
| D. T. | D. T. | Johan Cruyff       |      |

| 14 | MED | Giovanni Invernizzi | 73'  |
| 16 | MED | Renato Buso         | 100' |

| 16 | DEL | Jon Andoni Goikoetxea | 65'  |
| 12 | DEF | José Ramón Alexanko   | 112' |

| 112' | Ronald Koeman | 0:1 |

| 39' · 66' · 118' | Moreno Mannini Pietro Vierchowod Roberto Mancini |

| 75' | José Mari Bakero |

| Principal  | Aron Schmidhuber       |
| Asistentes | Joachim Ren            |
|            | Uwe Ennuschat          |
| Cuarto     | Karl-Josef Assenmacher |

|                    |   |   |
| Tiros              | 0 | 0 |
| Tiros a puerta     | 0 | 0 |
| Faltas             | 0 | 0 |
| Saques de esquina  | 0 | 0 |
| Fueras de juego    | 0 | 0 |
| Posesión del balón | 0 | 0 |

| Alineación inicial |

| 1     | POR   | Gianluca Pagliuca |      |
| 2     | DEF   | Moreno Mannini    |      |
| 5     | DEF   | Pietro Vierchowod |      |
| 6     | DEF   | Marco Lanna       |      |
| 3     | DEF   | Srečko Katanec    |      |
| 7     | MED   | Attilio Lombardo  |      |
| 4     | MED   | Fausto Pari       |      |
| 8     | MED   | Toninho Cerezo    |      |
| 11    | MED   | Ivano Bonetti     | 73'  |
| 9     | DEL   | Gianluca Vialli   | 100' |
| 10    | DEL   | Roberto Mancini   |      |
| D. T. | D. T. | Vujadin Boškov    |      |

| 1     | POR   | Andoni Zubizarreta |      |
| 2     | DEF   | Nando Muñoz        |      |
| 4     | DEF   | Ronald Koeman      |      |
| 3     | DEF   | Albert Ferrer      |      |
| 11    | MED   | Eusebio Sacristán  |      |
| 10    | MED   | Josep Guardiola    | 112' |
| 5     | MED   | Juan Carlos        |      |
| 6     | MED   | José Mari Bakero   |      |
| 9     | MED   | Michael Laudrup    |      |
| 7     | DEL   | Julio Salinas      | 65'  |
| 8     | DEL   | Hristo Stoichkov   |      |
| D. T. | D. T. | Johan Cruyff       |      |

| 14 | MED | Giovanni Invernizzi | 73'  |
| 16 | MED | Renato Buso         | 100' |

| 16 | DEL | Jon Andoni Goikoetxea | 65'  |
| 12 | DEF | José Ramón Alexanko   | 112' |

| 112' | Ronald Koeman | 0:1 |

| 39' · 66' · 118' | Moreno Mannini Pietro Vierchowod Roberto Mancini |

| 75' | José Mari Bakero |

| Principal  | Aron Schmidhuber       |
| Asistentes | Joachim Ren            |
|            | Uwe Ennuschat          |
| Cuarto     | Karl-Josef Assenmacher |

|                    |   |   |
| Tiros              | 0 | 0 |
| Tiros a puerta     | 0 | 0 |
| Faltas             | 0 | 0 |
| Saques de esquina  | 0 | 0 |
| Fueras de juego    | 0 | 0 |
| Posesión del balón | 0 | 0 |

| Alineación inicial |

|                      |
| Bandera de España    |
| Campeón FC Barcelona |
| 1.er Título          |